# Joji Takeuchi
Joji Takeuchi (竹内譲次, Takeuchi Joji), né le 29 janvier 1985, à Suita, au Japon, est un joueur japonais de basket-ball. Il évolue au poste d'ailier fort. Il a un frère jumeau basketteur Kousuke Takeuchi.